# تولد، زندگی و مرگ مسیح
تولد، زندگی و مرگ مسیح (فرانسوی: La vie du Christ‎) یک فیلم صامت کوتاه فرانسوی به کارگردانی آلیس گی-بلاشی محصول سال ۱۹۰۶ است. فیلم بر اساس داستان سنتی عیسی مسیح آنطور که در کتاب مقدس روایت شده، ساخته شده‌است.